# Concurso Internacional Tenis San Sebastian 2008
Il Concurso Internacional Tenis San Sebastian 2008 è stato un torneo di tennis facente parte della categoria ATP Challenger Series nell'ambito dell'ATP Challenger Series 2008. Il torneo si è giocato a San Sebastián in Spagna dal 18 al 24 agosto 2008 su campi in terra rossa e aveva un montepremi di $35 000+H.

## Vincitori

### Singolare
Pablo Andújar ha battuto in finale  Rubén Ramírez Hidalgo con il punteggio di 6–4, 6–1

### Doppio
Marc López /  Gabriel Trujillo Soler hanno battuto in finale  Rubén Ramírez Hidalgo /  José Antonio Sánchez de Luna con il punteggio di 6(3)–7, 6–3, [10–6]